# ألفارو دي سوتو
ألفارو دي سوتو (بالإسبانية: Álvaro de Soto)‏ هو دبلوماسي بيروفي، ولد في 16 مارس 1943 في بوينس آيرس في الأرجنتين.